# Лейк-Сіті (Айова)
Лейк-Сіті (англ. Lake City) — місто (англ. city) в США, в окрузі Калгун штату Айова. Населення — 1731 особа (2020).

## Географія
Лейк-Сіті розташований за координатами 42°16′3″ пн. ш. 94°43′52″ зх. д. / 42.26750° пн. ш. 94.73111° зх. д. (42.267637, -94.731046).  За даними Бюро перепису населення США в 2010 році місто мало площу 12,46 км², уся площа — суходіл.

## Демографія
Згідно з переписом 2010 року, у місті мешкало 1727 осіб у 757 домогосподарствах у складі 451 родини. Густота населення становила 139 осіб/км².  Було 846 помешкань (68/км²).
Расовий склад населення:
| - 98,4 % — білих - 0,2 % — чорних або афроамериканців - 0,2 % — азіатів - 0,1 % — корінних американців |

До двох чи більше рас належало 0,7 %. Частка іспаномовних становила 1,2 % від усіх жителів.
За віковим діапазоном населення розподілялося таким чином: 20,2 % — особи молодші 18 років, 53,7 % — особи у віці 18—64 років, 26,1 % — особи у віці 65 років та старші. Медіана віку мешканця становила 49,1 року. На 100 осіб жіночої статі у місті припадало 88,7 чоловіків;  на 100 жінок у віці від 18 років та старших — 85,5 чоловіків також старших 18 років.
Середній дохід на одне домашнє господарство  становив 51 872 долари США (медіана — 39 115), а середній дохід на одну сім'ю — 66 723 долари (медіана — 56 935). Медіана доходів становила 36 719 доларів для чоловіків та 27 423 долари для жінок. За межею бідності перебувало 19,7 % осіб, у тому числі 32,0 % дітей у віці до 18 років та 9,9 % осіб у віці 65 років та старших.
Цивільне працевлаштоване населення становило 760 осіб. Основні галузі зайнятості: освіта, охорона здоров'я та соціальна допомога — 35,0 %, роздрібна торгівля — 14,1 %, будівництво — 9,6 %, виробництво — 7,1 %.